# Xã Moreau, Quận Morgan, Missouri
Xã Moreau (tiếng Anh: Moreau Township) là một xã thuộc quận Morgan, tiểu bang Missouri, Hoa Kỳ. Năm 2010, dân số của xã này là 5.854 người.